# Haut du Sec
Le Haut du Sec est un sommet français du plateau de Langres culminant à 516 mètres, ce qui en fait le deuxième plus haut du département de la Haute-Marne.

## Géographie
Le sommet est particulièrement visible mais n'est pas le point culminant du département, qui est le Haut de Baissey (523 m) situé au sud en forêt. Il se situe sur le territoire de la commune de Perrogney-les-Fontaines, à l'ouest du hameau de Pierrefontaines. Il est facile à identifier avec son puissant pylône de télécommunications. Une route y conduit à partir de la RD 428.
Le sentier de grande randonnée 7 y passe.

## Environnement
Le site est classé à l'Inventaire national du patrimoine naturel comme zone naturelle d'intérêt écologique, faunistique et floristique de type 1.